# Claes de Faire
Claes Olof de Faire, född 27 september 1978, är en svensk journalist och författare.

## Biografi
Claes de Faire har arbetat för Moderata ungdomsförbundet, där han 2001–2002 var kampanj- och strategichef.
Han har varit programledare och producent för Resumé på mediebolaget TV8. Från 2008 var han även programledare för Frånvarande och tillsammans med Anita Jekander för Nyhetsfajten, inom samma företag.
Från 2011 hade de Faire flera ledarroller inom tidningsbranschen, åren 2011–2015 som publisher för Resumé, en nyhetstidning med inriktning mot medie- och kommunikationsbranschen. Från slutet av 2012 var han parallellt även chefredaktör och förlagschef för Veckans Affärer. de Faire har även varit publisher för Svenska Nyhetsbrev och skrivit för Privata Affärer. Åren 2015–2017 arbetade han som rekryteringskonsult.
de Faire var vd för tidskriften Fokus åren 2017–2019. Under första hälften av 2020 var han chefredaktör på Mitt i, men fick gå då tidningen blev uppköpt av Direktpress.

### Författarskap
År 2011 debuterade han som författare med Alla lyckliga familjer liknar varandra. Romanen utkom på Wahlström & Widstrand. Året efter kom romanen Ministern – en kärlekshistoria. Efter ett uppehåll kom en tredje roman, Ingen lever i samma familj 2017, och sedan Roman 4 år 2023. 
Tillsammans med förre biskopen Thomas Petersson har han skrivit boken Avkragad – Tankar om tro, svek och förlåtelse, som är en biografisk skildring av Peterssons upplevelse av att bli fråntagen biskops- och prästämbetet och att gå vidare efter att ha nått botten.

### Familj
Claes de Faire är gift med konstvetaren Ebba de Faire.